# Subways of Your Mind
Subways of Your Mind je píseň z roku 1983, žánru Nová vlna, západoněmecké rockové skupiny FEX z Kielu. Píseň byla někdy později nahrána posluchačem během vysílání německého veřejnoprávního rozhlasu Norddeutscher Rundfunk (NDR) na kazetu, ze které se později dostala na internet a spustil se tak fenomén, kdy se uživatelé pokoušeli neúspěšně zjistit klíčové informace o původu písně a jejích autorech. Píseň se stala na 17 let internetovou záhadou. Autorství písně bylo přisuzováno i nárokováno více umělci, 4. listopadu 2024 byla však skladba odhalena redditovým uživatelem marijn1412. Autorství FEX následně potvrdila i agentura GEMA, zodpovědná za autorská práva německých umělců. Během doby, kdy se stala píseň internetovým fenoménem se pro ní vžilo několik různých názvů, nejznámější je The Most Mysterious Song on the Internet (česky Nejzáhadnější píseň internetu). Píseň však podle veršů z písně byla také známá pod názvy Like The Wind, Blind The Wind, Check It In, Check It Out nebo Take It In, Take It Out.

## Historie písně
V roce 1983 vznikla skupina FEX, tvořili jí zpěvák a kytarista Ture Rückwardt, pianista Michael Hädrich, basista Norbert Ziermann a bubeník Hans-Reimer Sievers. Skupina nahrála v téže roce tři písně: kromě „Subways of Your Mind“ také „Heart in Danger“ a „Talking Hands“. V roce 1984 se skupina se svým repertoárem účastnila v Brémách hudební soutěže Newcomer Show, kterou moderoval Manfred Sexauer, kde zvítězila. V roce 1985 nahrála skupina i čtvrtou píseň „Jenny“. Písně skupiny se začaly vysílat v rozhlase, jako veřejnoprávní stanici Norddeutscher Rundfunk. Jeden z posluchačů, mladík jménem Darius S., si při poslechu rádio tuto píseň nahrál na kazetu. Aby získal pouze záznamy hrajících písní, ze záznamu odstranil mluvené vstupy moderátorů, což vedlo k tomu, že se ztratily veškeré bližší informace o přesné době vysílání či údaje o písni.
V roce 2004 Dyriovi jeho starší sestra Lydia H. koupila k narozeninám webovou doménu, aby na ní mohl publikovat neznámé písně z jeho kolekce záznamů. Na stránku vložil digitalizované nahrávky včetně písně Subways of Your Mind. 18. března 2007 započala Lydia na vlastní pěst internetové hledání písně a 75vteřinový výňatek písně nahrála na fóra best-of-80s.de (německé fórum věnované synth-popovým písním z 80 let) a The Spirit of Radio (fanouškovská stránka věnované kanadskému rádiu CFNY-FM) s prosbou, zdali by ji někdo nemohl pomoc zjistit název písně, nedostala ale žádnou kloudnou odpověď. Píseň vzbudila pozornost a pomalu se začala šířit internetem.
Dne 1. července 2019 založil uživatel Redditu u/Gabriel subreddit r/TheMysteriousSong, kde docházelo k diskuzi a výměně názorů ohledně toho, kdo píseň vytvořil a kde se vzala. Téhož dne uživatel u/newacountz uveřejnil na subredditu příspěvek, že píseň mohl Paul Baskerville zařadit do vysílání svého hudebního pořadu Musik Für Junge Leute (Hudba pro mladé lidi). V tu dobu se na NDR často objevovala tvorba neznámých kapel.
Dne 17. dubna 2011 nahrál uživatel redoalfo výňatek písně na YouTube pod názvem „Unkonow Song – Cancion Desconocida – Track Id.“. Dne 2. července 2019 uveřejnil uživatel johnnymetoo celou skladbu na subreddit r/TheMysteriousSong s tím, že ji někdy v roce 2007 měl stáhnout ze serveru Usenet. Téhož dne byla celá píseň nahrána na YouTube, kde doposud (srpen 2020) dosáhla dvou milionů zhlédnutí.
Dne 21. července 2019 zahrál Baskerville píseň v jeho pořadu Nachtclub (Noční klub). Potom kontaktoval Gabriela s tím, že jeho posluchači jsou toho názoru, že ji v letech 1982 až 1984 do vysílání nejspíše nezařadil, ale že může překontrolovat svou sbírku záznamů, ale že by mu to mohlo trvat strašně dlouho. V rozhovoru pro rozhlasovou stanici Rundfunk Berlin-Brandenburg (RBB) uvedl Baskerville, že se mu ve sbírce nashromáždilo přes 10 000 záznamů. Dne 10. července 2020 uživatel redditu FlexxonMobil obdržel seznam všech písní, které v pořadu Musik Für Junge Leute zazněly, ale jak bylo záhy zjištěno, píseň v seznamu chyběla.
Uživatel FlexxonMobil také kontaktoval stanici NDR s tím, že ji žádá, aby poskytla seznamy písní hraných v období let 1983 a 1984.
Jeden článek z března 2021 tvrdil, že píseň byla pravděpodobně napsána a vydána vídeňským zpěvákem Christianem Brandlem a bubeníkem Ronniem Urinim v roce 1983, a to v německé i anglické verzi. Píseň měla být nahrána ve studiu zesnulého Freda Jakesche na Mariahilferstraße ve Vídni. Předběžný mix písně se poté měl údajně dostal do rádia NDR v roce 1984. Urini potvrdil příběh a také poskytl starou strojově psanou verzi německých textů jako důkaz. Tato teorie však byla od té doby vyvrácena. Robert Wolf, Brandlův hudební kolega a frontman jejich kapely Chuzpe, řekl, že v písni nepoznal Brandlův hlas a že bicí zněly spíše jako elektronický bicí automat než Urini.
V listopadu 2021 Lydia našla další kazetu s lepší kvalitou této písně.
4. listopadu 2024 uživatel Redditu u/marijn1412 tvrdil, že píseň identifikoval. Při průzkumu kapel, které se účastnily Hörfestu, každoroční slavnosti věnované méně známým hudebním umělcům, uživatel kontaktoval člena skupiny FEX uvedeného ve vydání německých novin Nordwest-Zeitung. Podle uživatele člen kapely potvrdil, že FEX byl autorem písně a plánoval ji znovu vydat. Jeden z členů FEX, Michael Hädrich, potvrdil příběh německému bulvárnímu deníku Tz, zatímco hlavní zpěvák kapely, Ture Rückwardt, se zúčastnil rozhovoru pro kielské noviny Kieler Nachrichten, kde příběh potvrdil. 7. listopadu 2024 zahráli tři ze čtyř původních členů kapely, Hädrich, Rückwardt a baskytarista Norbert Ziermann v Kielu akustickou verzi písně pro německou stanici NDR 1 Welle Nord. K identifikaci písně došlo po čtyřiceti letech od data nahrání dema, sedmnácti letech hledání jejího původu a pěti letech největší popularity na internetu.